# La espantosa, extraña, terrífica historieta de los petisos carambanales
La espantosa, extraña, terrífica historieta de los petisos carambanales es una historieta de Superlópez, creada por el autor Jan.

## Trayectoria editorial
Fue serializada en Superlópez entre 1987 y enero de 1988 El argumento de este álbum difiere con respecto a cualquier otro de la serie, ya que en él se incluía en el pie de algunas páginas unas opciones que eran elegidas por el lector. En mayo de 1988 se publicó como álbum de la colección Tú decides la historieta de... y en 1989 en el decimoquinto álbum la colección del personaje en la colección Olé! junto a Petisoperías.

## Argumento
Siguiendo la línea argumental "correcta", se presenta el caso de que la ciudad empieza a llenarse de unos extraños seres, los petisos carambanales, siempre cerca de López. Al llenarse la oficina, el jefe les permite volver a casa, así que Jaime y Luisa van a una sesión de espiritismo, e invitan a López. Ahí se descubre que es López quien produce estos seres a causa de su energía médium, por lo cual decide marcharse al espacio exterior en un cohete. El malvado Escariano Avieso, al enterarse de las intenciones de Juan por la televisión, lo secuestra y le explica que ha sido él el causante de aumentar sus poderes mediúmnicos con uno de sus inventos. Su idea era inundar la ciudad de ectoplasmas hasta que la gente tuviera que emigrar, lo que aprovecharía para robar. López aprovecha un momento de distracción para cambiarse en Superlópez y obligar a Avieso a que absorba todos los petisos dispersos por la ciudad en un solo petiso superconcentrado con la forma de Juan. Finalmente, envían a los petisos al espacio a buscar otro planeta.

## Características
Se creó con la idea de incorporarla a una colección especial llamada "Tú decides la historieta", un conjunto de cómics al estilo Elige tu propia aventura y que también recogió aventuras de Anacleto, agente secreto y El inspector O'Jal. De todas formas la idea de la utilización de los petisos sí fue de Jan.
La peculiaridad de esta historieta es que el lector cada dos páginas tiene la posibilidad de elegir entre 2 o 3 opciones según vaya a una página u otra para continuar la aventura. Si el lector elige una opción "incorrecta" se encuentra con un final "falso" y la posibilidad de retroceder para escoger la opción "correcta".
En realidad, enseguida queda claro cómo acertar:
- Si se está leyendo la historieta en la revista Superlópez la opción buena era que hacía que compraras la publicación de la semana siguiente
- Si se lee en álbum, la opción correcta es siempre la última

Con esto el lector puede disfrutar con los finales alternativos que se le presentan. Dado que dichos finales no forman parte de la continuidad de la historieta Jan se puede permitir conclusiones que de ser "reales" supondrían el fin de la serie, como el protagonista yendo a vivir a otro planeta, casándose con Luisa o con la Tierra inundada. Otros finales son directamente disparatados como Superlópez montando una cadena de comida rápida con su enemigo o vendiéndole un detergente. 
En la Colección Olé y Fans la historieta acaba en la página 45. Sin embargo, en la colección "Tú decides la historieta" se incluían tres viñetas extra en la contraportada en las que Juan se alegraba de no estar ya sometido a la tiranía del lector. En la revista Superlópez la historieta tenía dos páginas más (que incluyen las citadas tres viñetas)